# Abderrahman Kabous
Abderrahman Kabous (arabisch عبد الرحمن قابوس, DMG ʿAbd ar-Raḥmān Qābūs; * 24. April 1983 in Meaux, Frankreich) ist ein marokkanischer ehemaliger Fußballspieler. Er besitzt auch einen französischen Pass.

## Spielerkarriere

### Die Anfänge
Der Marokkaner Kabous, der in Frankreich geboren wurde, spielte in seiner Jugend beim französischen Erstligisten RC Lens. Anschließend ging er nach Marokko, wo er bei Khémisset die ersten Schritte im Senioren-Fußball machte. Im Sommer 2003 kehrte er in die Ligue 1 zurück und unterschrieb einen Vertrag beim FC Sochaux. Zwar erreichte er mit Sochaux den UEFA Cup, allerdings kam er bei nur acht Einsätzen nicht über eine Reservisten-Rolle hinaus.

### Umweg nach Spanien
Nachdem Kabous in Frankreich gescheitert war, ging er 2005 zum schwedischen Zweitligisten IFK Norrköping. Dort spielte er erstmals regelmäßig im Profifußball. Nach einem Jahr verließ er die Mannschaft wieder, um beim Ligarivalen Degerfors IF anzuheuern, da er sich dort mehr Einsatzmöglichkeiten erhoffte. Zwar kam er dort erneut nur auf 2/3 der Spiele, aber immerhin gelangen ihm die ersten beiden Profi-Tore. Allerdings konnte Kabous sich über den Umweg Superettan für den bulgarischen Vize-Meister CSKA Sofia empfehlen. Nach einer erfolgreichen Hinserie wurde Kabous vom abstiegsbedrohten spanischen Erstliga-Aufsteiger Real Murcia verpflichtet ohne bisher jedoch zum Einsatz zu kommen.

### International
Durch seine durchweg guten Leistungen kam es, dass Kabous auch erstmals für die marokkanische Nationalelf auflaufen durfte. Auch bei der Afrikameisterschaft 2008 stand er im Kader seines Landes.